# Kılavuzlar (Göynük)
Kılavuzlar – wieś w Turcji, w prowincji Bolu, w dystrykcie Göynük. W 2010 roku wieś zamieszkiwało 279 mieszkańców.